# Swjatomykolajiwka
Swjatomykolajiwka (ukrainisch Святомиколаївка; russisch Святониколаевка Swjatonikolajewka, bis 2016 Pamjat Komunariw ukrainisch Пам'ять Комунарів) ist eine Ansiedlung in der ukrainischen Oblast Mykolajiw mit etwa 800 Einwohnern (2024).

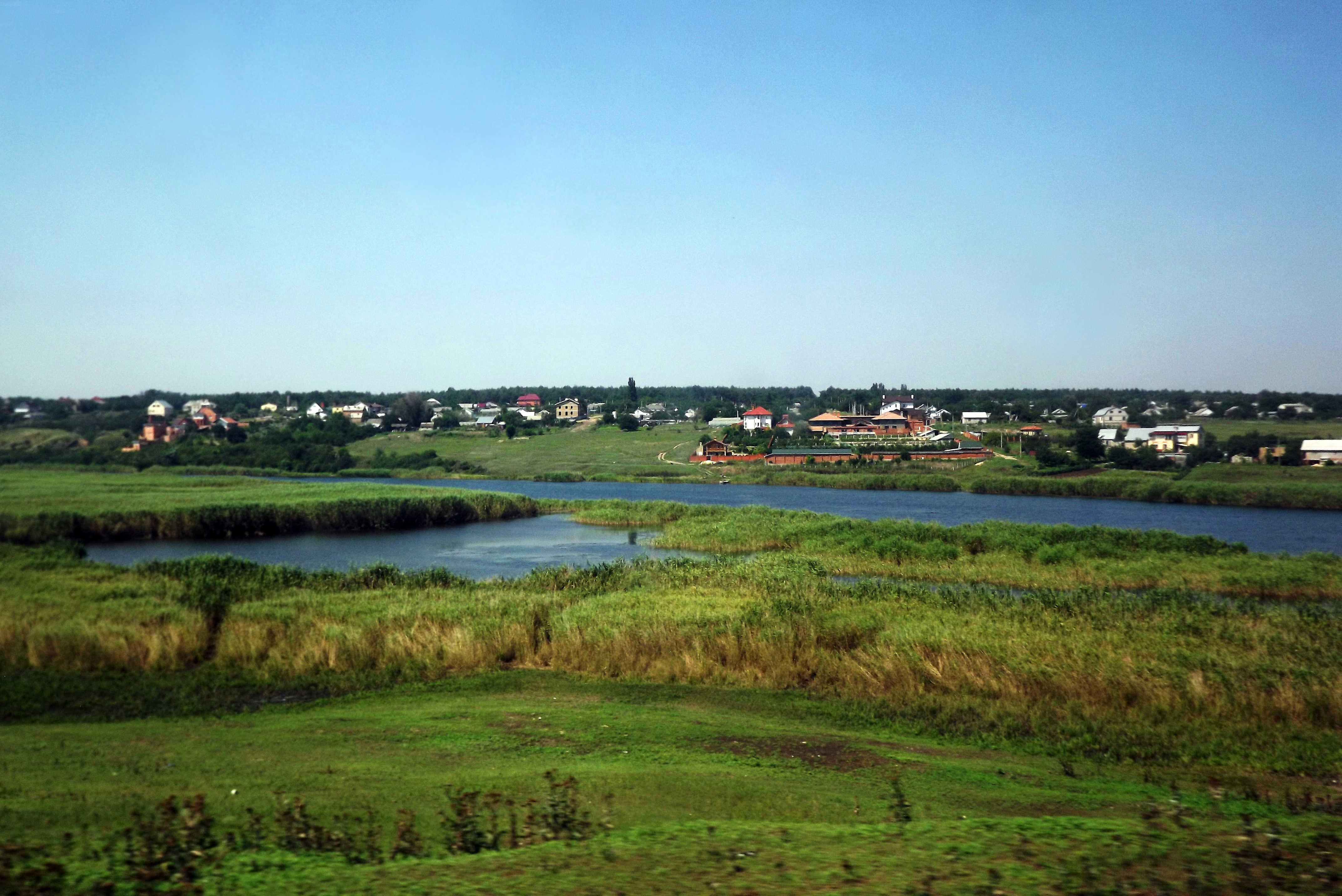
Blick auf das Dorf von der Europastraße 58

Die 1957 gegründete Ortschaft liegt auf einer Höhe von 26 m in einer Flussschleife des Inhul, 3 km nördlich vom Gemeindezentrum  Mischkowo-Pohorilowe, 14 km nordöstlich vom Rajon- und Oblastzentrum Mykolajiw.
Auf dem gegenüberliegenden Flussufer des Inhul verläuft die Fernstraßen M 14/ E 58.
Am 19. September 2019 wurde das Dorf ein Teil der Landgemeinde Mischkowo-Pohorilowe; bis dahin war sie ein Teil der Landratsgemeinde Mischkowo-Pohorilowe im Westen des Rajons Witowka.
Seit dem 17. Juli 2020 ist es ein Teil des Rajons Mykolajiw.